# 塞尔索
塞尔索（法語：Cersot，法語發音：[sɛʁso]）是法国索恩-卢瓦尔省的一个市镇，属于索恩河畔沙隆区。

## 地理
塞尔索（46°42'34"N, 4°37'53"E）面积6.02 平方千米，位于法国勃艮第-弗朗什-孔泰大區索恩-卢瓦尔省，该省份为法国中部省份，北起顺时针与科多尔省、汝拉省、安省、罗讷省、卢瓦尔省、阿列省和涅夫勒省接壤。
与塞尔索接壤的市镇（或旧市镇、城区）包括：蒙塔尼莱比克西、弗莱、圣瓦勒兰、萨桑日、萨维扬日。

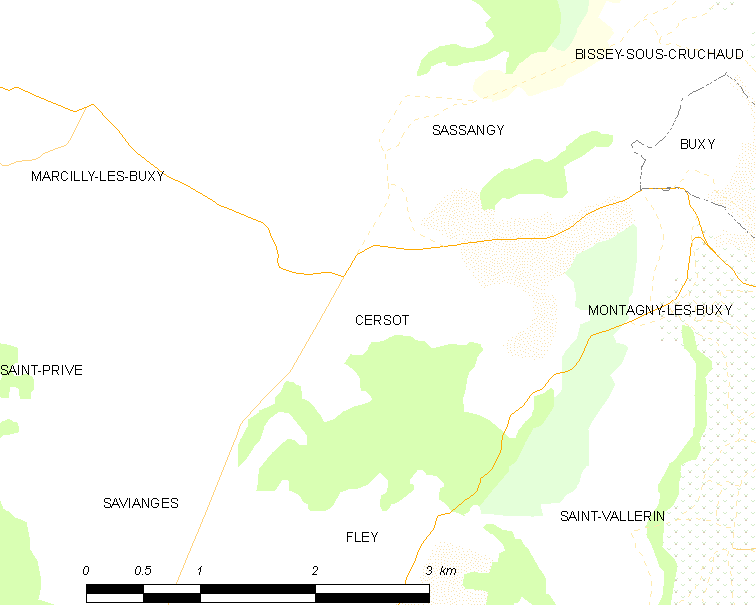
塞尔索的OSM定位图

塞尔索的时区为UTC+01:00、UTC+02:00（夏令时）。

## 行政
塞尔索的邮政编码为71390，INSEE市镇编码为71072。

## 政治
塞尔索所属的省级选区为日夫里县。

## 人口

1962-2008年间塞尔索人口变化图示

塞尔索于2022年1月1日时的人口数量为145人。